# Michelangelo Specchi

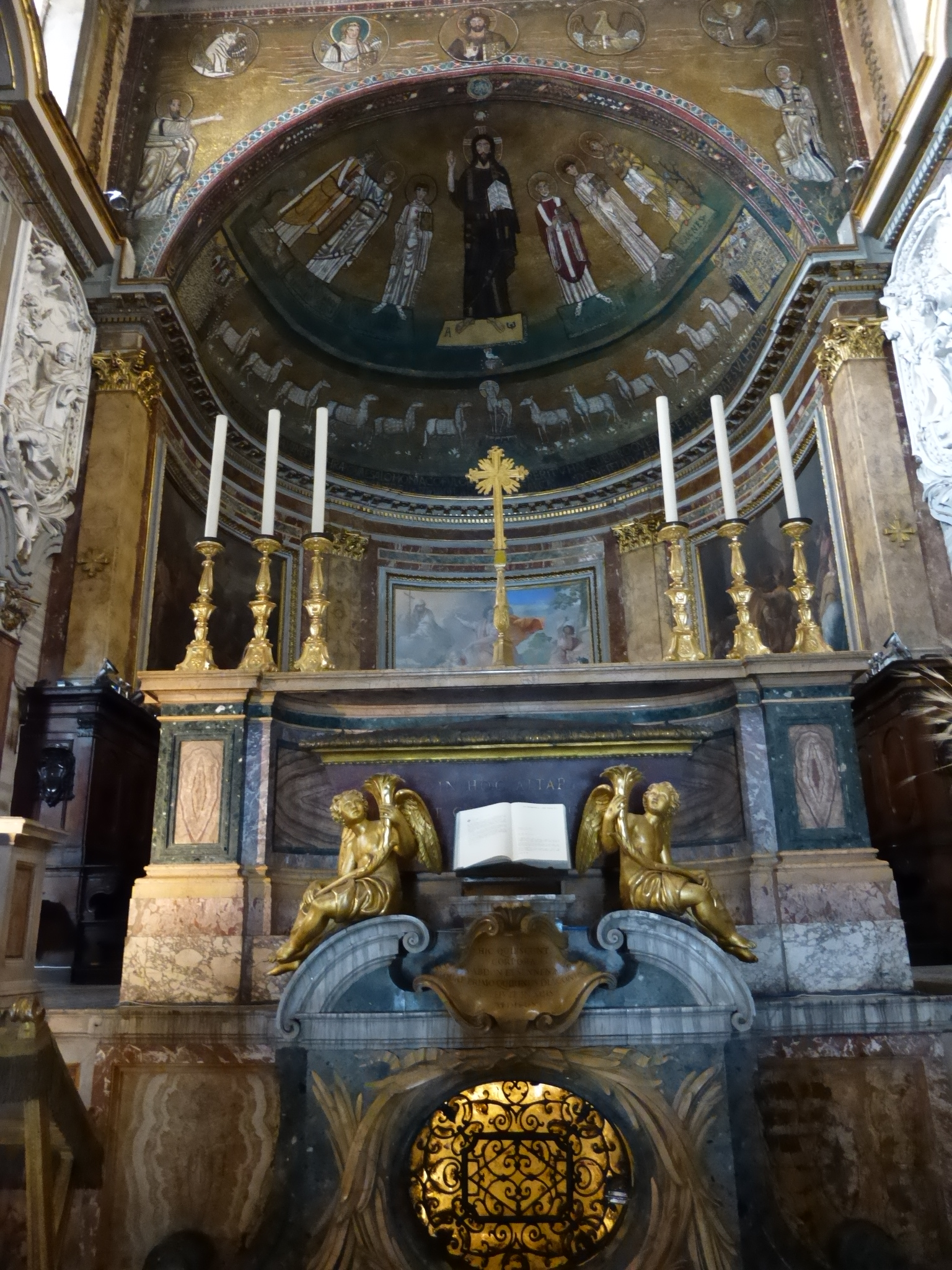
Absiden med högaltaret i kyrkan San Marco i Rom.

Michelangelo Specchi, född omkring 1684, död omkring 1750, var en italiensk arkitekt. I Rom har han bland annat ritat fasaden till Santa Maria del Carmine alle Tre Cannelle och byggt om högaltaret i San Marco.